# Álvaro Galmés de Fuentes
Álvaro Galmés de Fuentes, né à Madrid le 11 novembre 1924 et mort le 5 février 2003 dans la même ville est un philologue, dialectologue arabisant espagnol.

### Documentation
- (es) La Vanguardia, « Fallece en Madrid el filólogo Alvaro Galmés de Fuentes », sur La Vanguardia, 30 mai 2006 (consulté le 20 août 2019)
- (es) Colegio Libre de Eméritos, « Profesores Anteriores », sur www.colegiodeemeritos.es, 2008 (consulté le 20 août 2019)
- (es) Universidad de Oviedo, « La Universidad dedica una sala de la Biblioteca de Humanidades al profesor Álvaro Galmés de Fuentes - Webislam », sur www.webislam.com, 22 février 2011 (consulté le 20 août 2019)
- (ca) José Ramón Fernández González, « Galmés de Fuentes, Álvaro - Necrologia », Estudis romànics, Institut d'Estudis Catalans., vol. 26,‎ 2004, p. 496-507 (ISSN 0211-8572, lire en ligne, consulté le 20 août 2019)